# Sutorina
Sutorina, popis 2003.; skupaj: 607
Sutorina (izvirno črnogorsko Суторина) je naselje v Črni gori, ki upravno spada pod občino Herceg Novi in tudi istoimenska reka, dolga 9 km, ki izvira na Hrvaškem, teče čez črnogorsko mejo in priteka v Boko Kotorsko na območju mesta Hercegnovi.

## Zgodovina
Sutorina je do 1947 pripadala Bosni in Hercegovini, ki je imela takrat izhod na Jadransko morje in Boko Kotorsko (poleg Neuma tudi) med Hrvaško in Črno Goro v dolžini 7-ih kilometrov obale, dokler meja ni bila dokončno določena. To ozemlje je še danes predmet sporov med Republiko Srbsko in Črno Goro ter Hrvaško.

## Demografija
| 1948 | 1953 | 1961 | 1971 | 1981 | 1991 | 2003 |     |     |
| 404  | 410  | 398  | 358  | 437  | 489  | 622  | 469 | 607 |